# ويليام فاركوهار باري
ويليام فاركوهار باري (بالإنجليزية: William Farquhar Barry)‏ هو ضابط أمريكي، ولد في 18 أغسطس 1818 في نيويورك في الولايات المتحدة، وتوفي في 18 يوليو 1879 في بالتيمور في الولايات المتحدة.